# Veliko Golovode
Veliko Golovode (en serbe cyrillique : Велико Головоде) est un village de Serbie situé sur le territoire de la Ville de Kruševac, district de Rasina. Au recensement de 2011, il comptait 801 habitants.

## Galerie

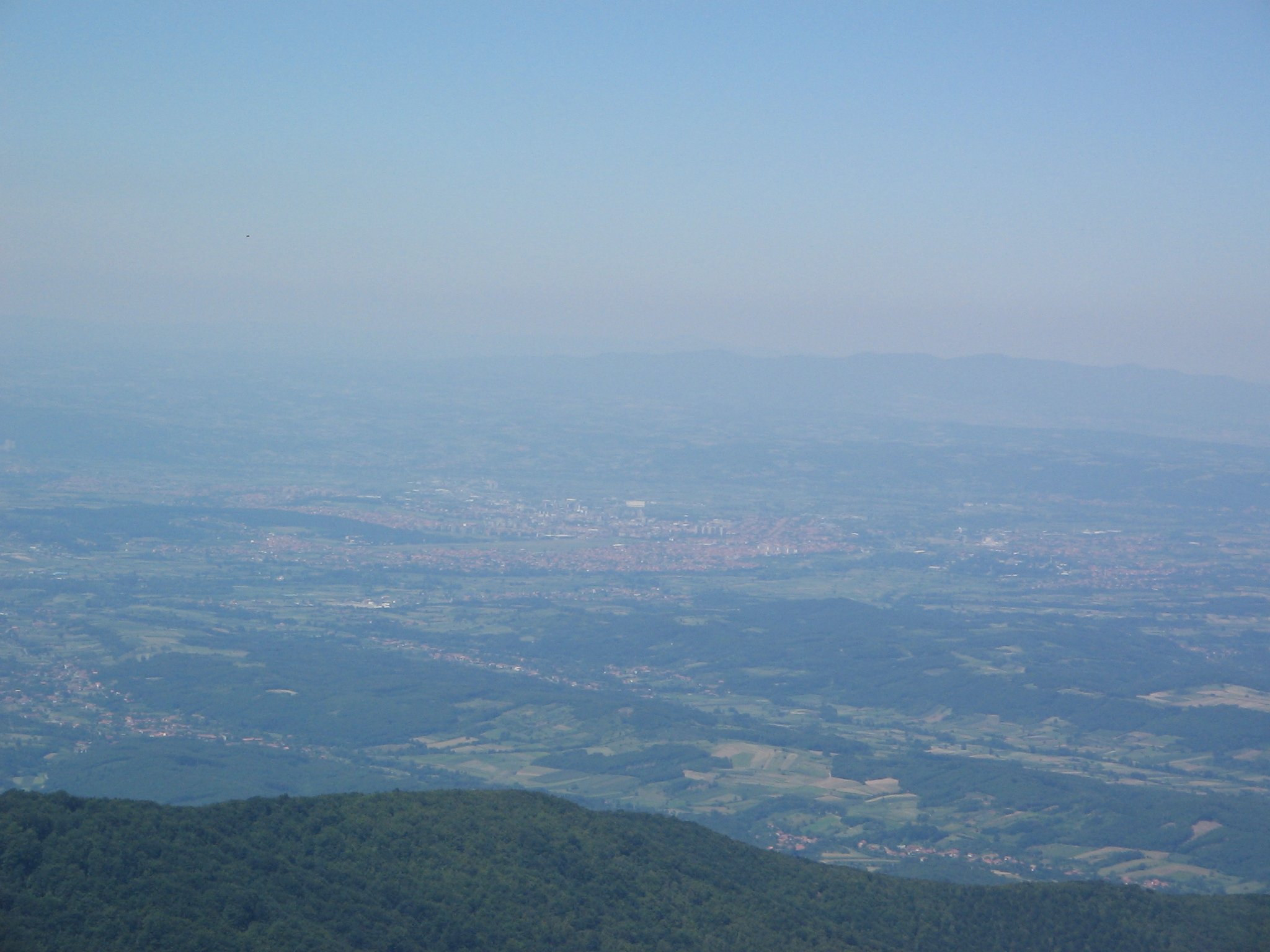
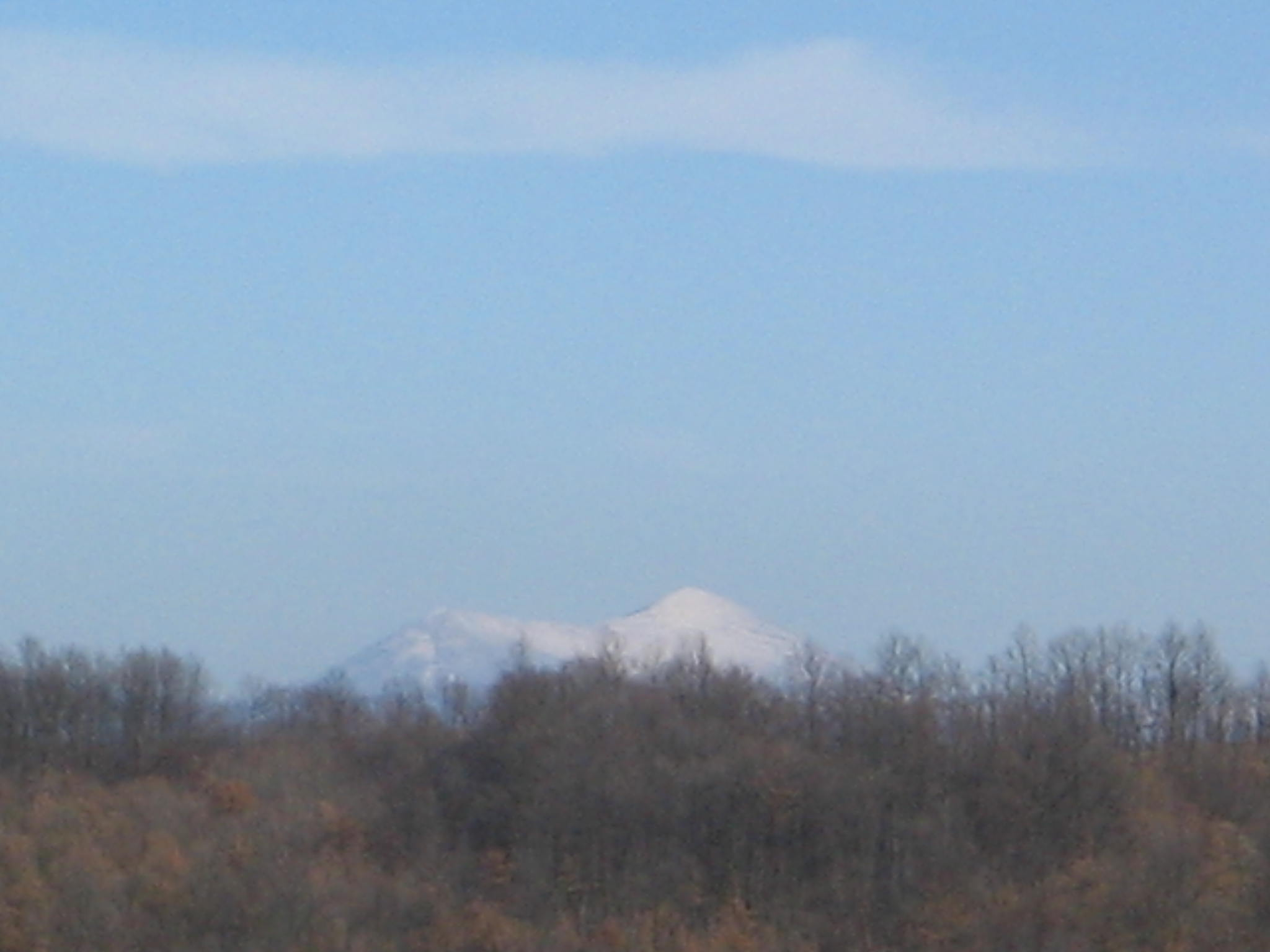
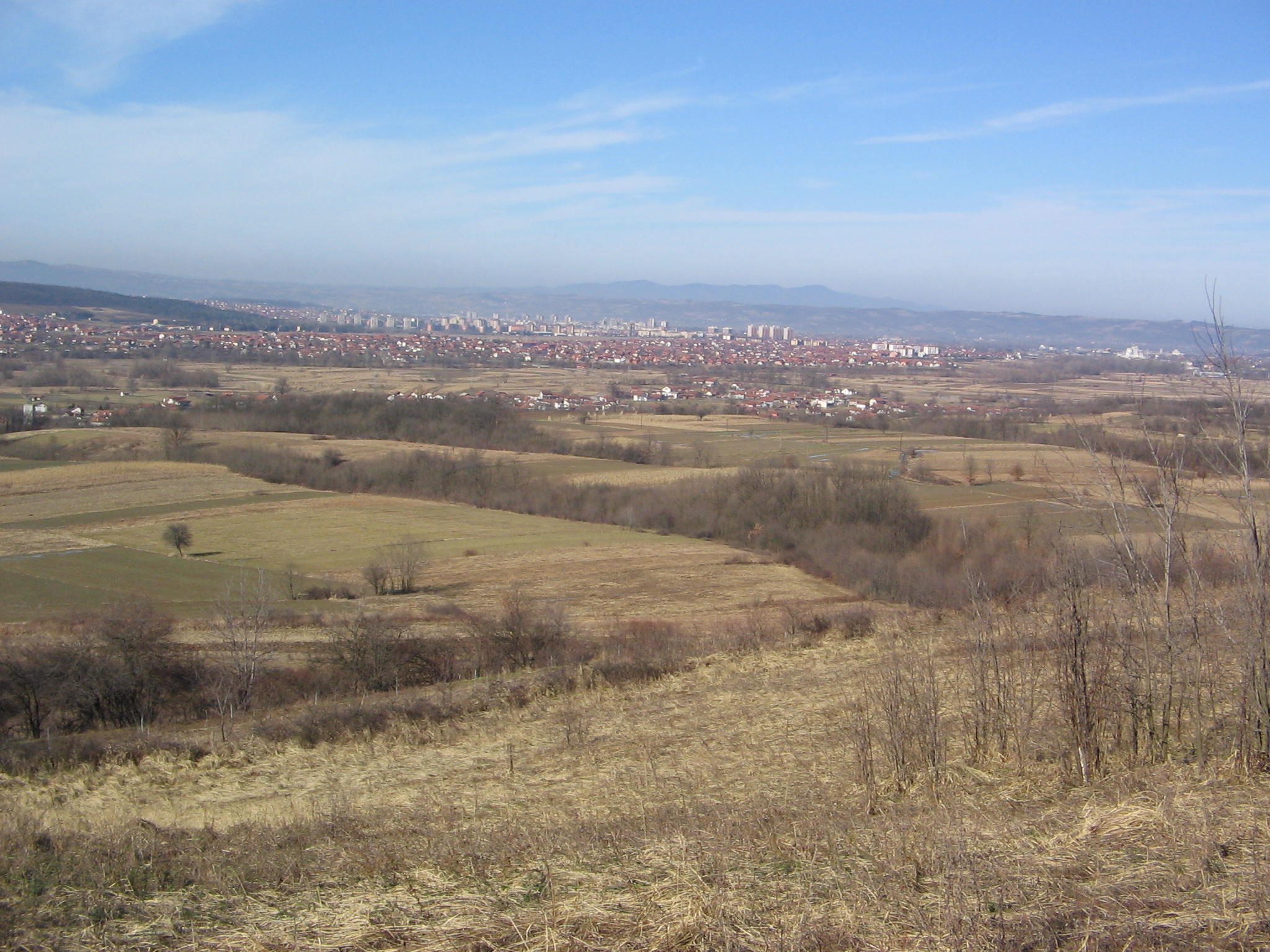
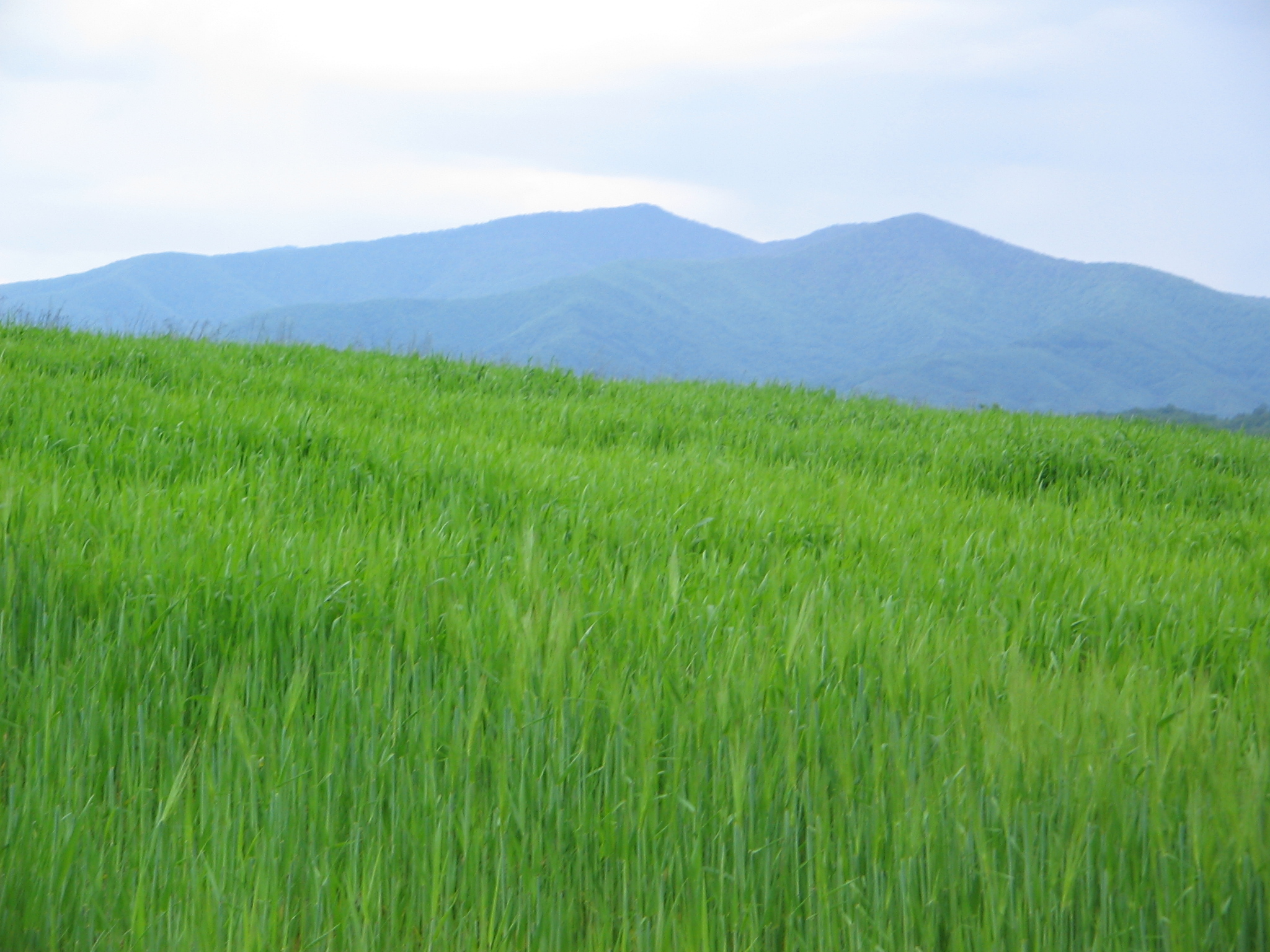
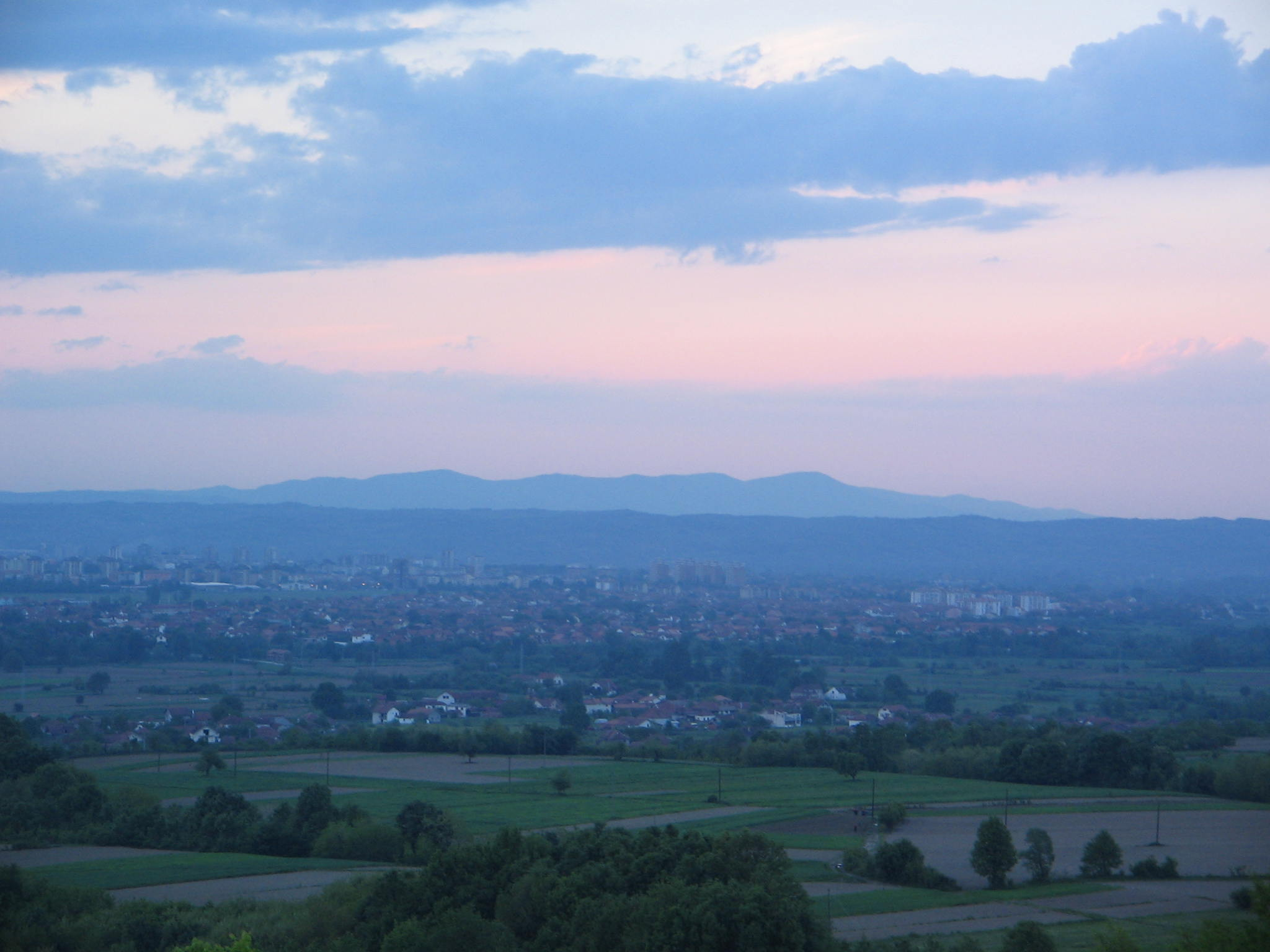

## Démographie
| 1948 | 1953 | 1961 | 1971 | 1981 | 1991 | 2002 | 2011 |
| ---- | ---- | ---- | ---- | ---- | ---- | ---- | ---- |
| 687  | 717  | 745  | 759  | 845  | 885  | 875  | 801  |

|  |